# 印南町
印南町（日语：／ Inami chō */?）是位於日本和歌山縣中部的行政區劃。轄區主要位於切目川和印南川流域範圍，大多區域皆為山區，僅在這兩條河川出海口處有些許平地，主要市區也位於此處。

## 人口
| 印南町人口分布圖 |                                               |  |
| 印南町與日本全國年齡別人口分布比較圖 （2005年資料） | 印南町的年齡、男女別人口分布圖 （2005年資料） |  |
| ■紫色是印南町 ■綠色是全国 | ■藍色是男性 ■紅色是女性                       |  |
| 印南町人口變化 \| 1970年 \| 10,953人 \| \| \| 1975年 \| 10,801人 \| \| \| 1980年 \| 10,767人 \| \| \| 1985年 \| 10,619人 \| \| \| 1990年 \| 10,315人 \| \| \| 1995年 \| 10,077人 \| \| \| 2000年 \| 9,769人 \| \| \| 2005年 \| 9,192人 \| \| \| 2010年 \| 8,606人 \| \| \| 2015年 \| 8,068人 \| \| \| 2020年 \| 7,720人 \| \| |                                               |  |
| 資料來源：日本總務省統計中心提供之人口普查數據 |                                               |  |
| 1970年 | 10,953人                                      |  |
| 1975年 | 10,801人                                      |  |
| 1980年 | 10,767人                                      |  |
| 1985年 | 10,619人                                      |  |
| 1990年 | 10,315人                                      |  |
| 1995年 | 10,077人                                      |  |
| 2000年 | 9,769人                                       |  |
| 2005年 | 9,192人                                       |  |
| 2010年 | 8,606人                                       |  |
| 2015年 | 8,068人                                       |  |
| 2020年 | 7,720人                                       |  |

## 歷史
在令制國時代屬於紀伊國日高郡，江戶時代後大部分地區成為紀州藩的領地，南部靠海部的部分區域則屬於紀州德川家的御附家老紀伊田邊藩領地；19世紀末明治維新實施廢藩置縣後改隸屬和歌山縣和田邊縣，直到1871年的第一次府縣整併後才全數劃入和歌山縣。
1889年日本實施町村制時，在印南川出海口的港町區域設立了印南村，在印南川上游區域設立稻原村，切目川由下游到上游的區域則分別設立切目村、切目川村、真妻村。印南村在1900年升格為印南町，並在1956年與稻原村合併；位於切目川流域的三個行政區劃則在1956年整併為位於下游的切目川村和位於上游的安住村。不過僅一年後，這三個行政區劃又再次合併，成為現在的印南町。

### 變遷表
| 1889年4月1日               | 1889年 - 1912年            | 1912年 - 1944年            | 1945年 - 1954年            | 1955年 - 1989年              | 1955年 - 1989年           | 1989年 - 現在             | 現在                      |
| -------------------------- | -------------------------- | -------------------------- | -------------------------- | ---------------------------- | ------------------------- | ------------------------- | ------------------------- |
| 印南村                     | 1900年4月16日 改制為印南町 | 1900年4月16日 改制為印南町 | 1900年4月16日 改制為印南町 | 1956年9月30日 合併為印南町   | 1957年8月1日 合併為印南町 | 1957年8月1日 合併為印南町 | 1957年8月1日 合併為印南町 |
| 稻原村                     |                            |                            |                            | 1956年9月30日 合併為印南町   | 1957年8月1日 合併為印南町 | 1957年8月1日 合併為印南町 | 1957年8月1日 合併為印南町 |
| 切目村                     | 切目村                     | 切目村                     | 切目村                     | 1956年9月30日 合併為切目川村 | 1957年8月1日 合併為印南町 | 1957年8月1日 合併為印南町 | 1957年8月1日 合併為印南町 |
| 切目川村                   |                            |                            |                            | 1956年9月30日 合併為切目川村 | 1957年8月1日 合併為印南町 | 1957年8月1日 合併為印南町 | 1957年8月1日 合併為印南町 |
| 1956年9月30日 合併為安住村 |                            |                            |                            |                              | 1957年8月1日 合併為印南町 | 1957年8月1日 合併為印南町 | 1957年8月1日 合併為印南町 |
| 真妻村                     |                            |                            |                            |                              | 1957年8月1日 合併為印南町 | 1957年8月1日 合併為印南町 | 1957年8月1日 合併為印南町 |

## 交通
鐵路紀勢本線和高速公路阪和自動車道皆由西部進入印南町轄內後，大致沿著印南川至河口的主要市區附近，再轉往東南沿著海岸進入南部町。
印南町內的客運路線由御坊南海巴士所經營。

### 鐵路
- 西日本旅客鐵道
  - 紀勢本線：（←南部町） - 切目車站 - 印南車站 - 稻原車站 - （日高川町→）

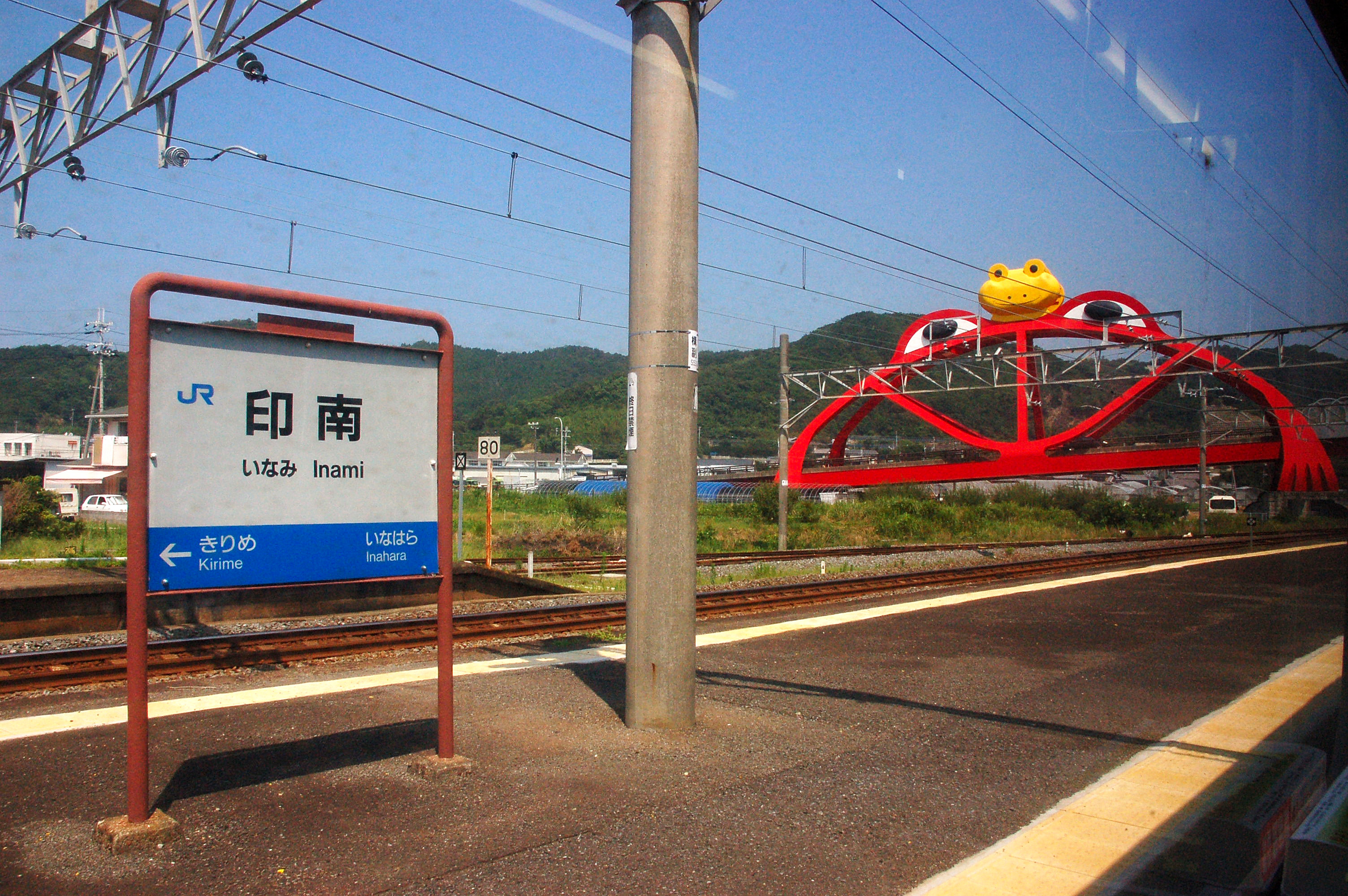
印南車站
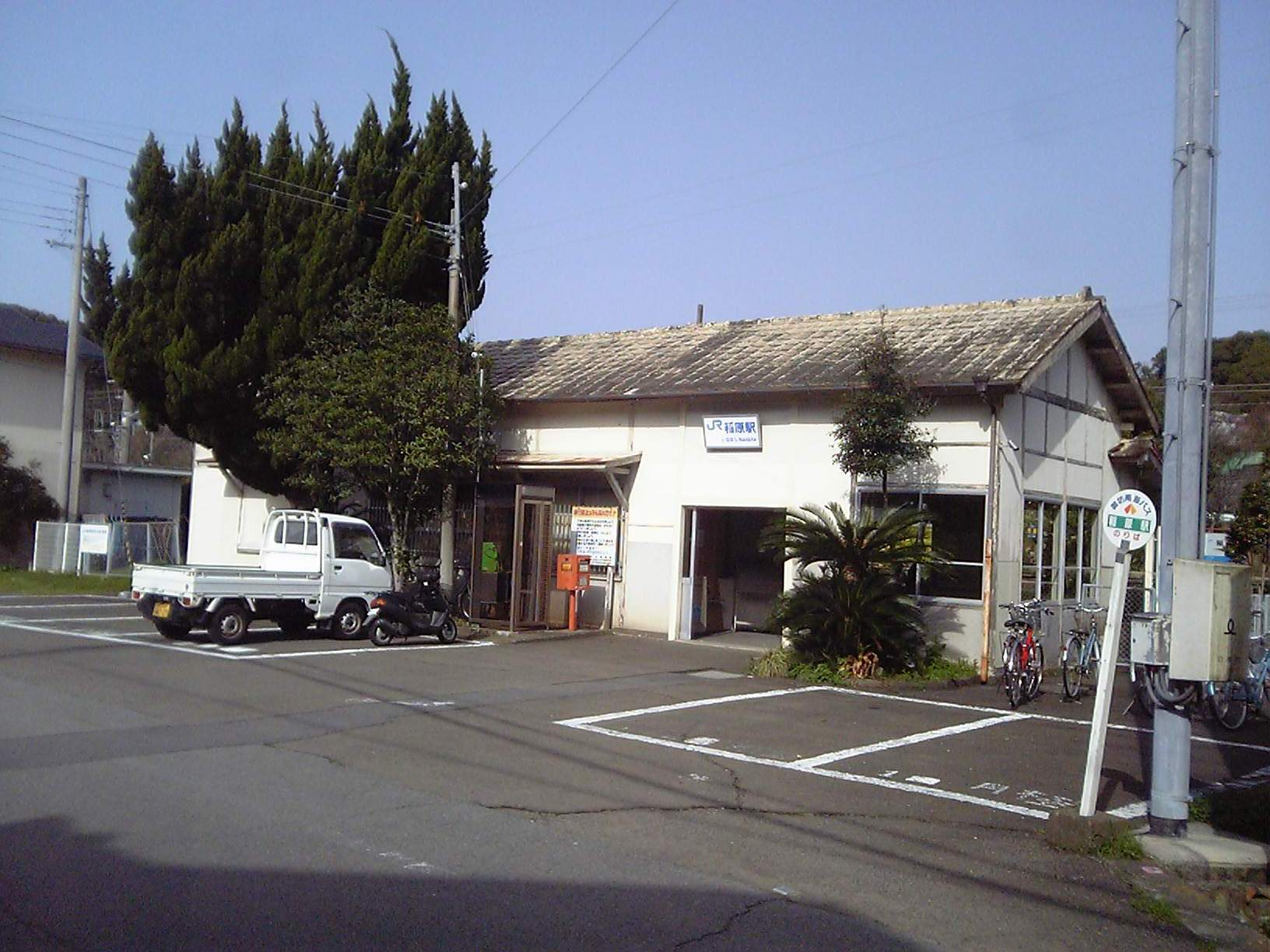
稻原車站

### 公路
高速公路
- 阪和自動車道：（御坊市） - 印南交流道 - 印南服務區 - （南部町）